# Partido Nacional do Renascimento
O Partido Nacional do Renascimento (NRP) foi um grupo neonazista americano fundado em 1949 por James Madole.   Foi frequentemente manchete durante as décadas de 1960 e 1970 pelo seu envolvimento em protestos violentos e tumultos na cidade de Nova Iorque. Publicou um jornal, The National Renaissance. Após a morte de Madole por câncer em 1979, precedida pela morte do comandante de seu grupo paramilitar, Andrej Lisanik, por um assaltante, o partido desapareceu após perder seus papéis quando outro membro foi morto em um acidente de carro.

## Antecedentes e doutrina
O NRP foi fundado em janeiro de 1949 por James Madole  através da fusão de várias organizações fascistas americanas anteriores.  Sua sede ficava na área de Yorkville, na cidade de Nova York.  O NRP foi nomeado em homenagem a uma frase da Última Vontade e Testamento de Adolf Hitler, que afirmava: "Morro com o coração feliz, ciente de que surgirá... a semente de um renascimento radiante do movimento nacional-socialista. " :89 Em 1954, os investigadores do governo, embora incapazes de determinar o tamanho exato do partido, estimaram o seu número de membros entre 200 e 700,  embora o historiador John George pensasse que o número de membros do NRP nunca excedeu 50 em um determinado momento.  O grupo também tinha um "escalão de segurança de elite", liderado na década de 1960 pelo líder secretamente judeu da United Klans of America  e odinista Dan Burros, que se matou no mesmo dia em 1965 em que sua etnia foi revelada pelo The New York Times. :163 Em 1963, Madole dirigia a festa em seu apartamento na 10 West 90th Street.  O NRP usou um raio azul dentro de um círculo branco  em um campo vermelho  como seu símbolo. A "Guarda de Elite" (stormtroopers) usava uniformes cinza e preto  com braçadeiras apresentando um raio dentro de um círculo. :80
As doutrinas do NRP incluíam elementos padrão do fascismo, incluindo a supremacia branca, o antissemitismo e a oposição à democracia.  O partido também endossou ideias racistas padrão, como "a repatriação voluntária do homem negro de volta à África" e a esterilização dos beneficiários negros da assistência social.  Manteve laços com outras organizações neonazistas, como o Partido Nazista Americano de George Lincoln Rockwell, que ocasionalmente fornecia ao NRP literatura fascista para distribuição.  Madole também foi influenciado pelas ideias teosóficas de Helena Blavatsky, que utilizou como base teórica para sua oposição à mistura racial. :79–80 O NRP também manteve boas relações com vários grupos místicos extremos, como a Igreja de Satanás, cujo fundador, Anton LaVey, era amigo pessoal de Madole. :83

### Relações Internacionais
Entre os aspectos mais estranhos do partido, eles mantinham um Escritório no Exterior, chefiado por um homem, que afirmava ser meio francês e meio apache, que já havia frequentado a Escola Jefferson de Ciências Sociais, dirigida pelo CPUSA, de nome de Manny Truhill. 
Eles apoiariam o Partido Socialista do Reich por apoiar o comunismo contra os judeus. 

## The National Renaissance
O NRP publicou um jornal, The National Renaissance, que, ao contrário das suas atividades políticas na cidade de Nova Iorque, foi amplamente influente nos círculos de extrema-direita.  No início da década de 1950, H. Keith Thompson e Frederick Weiss subsidiaram uma tiragem maior do que o normal de uma edição da revista contendo um ensaio de Francis Parker Yockey intitulado What is Behind the Hanging of the Eleven Jews in Prague? nos julgamentos encenados de Praga de Rudolf Slánský e dez outros membros judeus do Partido Comunista da Tchecoslováquia, aos quais Yockey compareceu. :106–7 Eustace Mullins, a quem Martin A. Lee chamou de “o autoproclamado especialista do NRP no Federal Reserve dos EUA”, publicou também no jornal o seu notório artigo Adolf Hitler: An Appreciation. :91

## Investigação do HUAC
O NRP foi investigado pelo Comitê de Atividades Antiamericanas da Câmara (HUAC) para possível processo sob a Lei Smith, embora nenhuma ação tenha sido tomada nesse sentido. :89 A investigação começou em 1954, quando o HUAC encomendou um relatório de equipe sobre o grupo. 
De acordo com o The New York Times, o relatório concluiu "que o Partido da Renascença Nacional parecia ter contrariado a Lei Smith (contra a defesa da derrubada do governo pela força ou violência) tanto quanto o próprio Partido Comunista" e que o NRP " tinha 'praticamente emprestado por atacado' de ditadores fascistas e nazistas material para o seu programa", que incluía a abolição da democracia americana, uma economia "fascista" controlada por corporações, a deportação de pessoas "não assimiláveis" e a opressão dos judeus. 

## Demonstrações e protestos
Ao longo das décadas de 1960 e 1970, o NRP realizou manifestações públicas em Nova Iorque, que muitas vezes terminaram em violência.

### 25 de maio de 1963
Em 25 de maio de 1963, um comício do NRP na Primeira Avenida entre a 85th Street e a 86th Street contou com a presença de aproximadamente 2.500 questionadores que jogaram "ovos e laranjas" nos participantes enquanto Jack Weiser, comandante dos Veteranos de Guerra Judeus do Estado de Nova York, tentava para fazer a prisão de um cidadão, James Madole, por "incitar à revolta contra o povo judeu".  Pelo menos um membro, Louis Mostaccio, foi preso por agressão a um detetive da NYPD como resultado deste incidente.  Mostaccio, que atacou o detetive com um mastro de bandeira, foi condenado em junho de 1963 por agressão, mas absolvido da acusação adicional de "violar a lei sobre armas ao estar na posse do mastro".  Mostaccio acabou cumprindo cinco dias pelo crime. 

### Trama de White Castle
Mais tarde naquele ano, 8 membros do NRP foram presos em Nova York e acusados de "planejar incitar tumultos" em dois restaurantes do White Castle no Bronx.  De acordo com as acusações, o NRP planejou motins em resposta a manifestações patrocinadas pelo Congresso da Igualdade Racial exigindo o fim das práticas de contratação racialmente discriminatórias nos White Castles.  Madole e Dan Burros estavam entre os presos, e buscas nas casas e veículos dos membros revelaram, além da habitual literatura antissemita, uma "besta, flechas com ponta de aço, um revólver, uma pistola sinalizadora, uma pistola, e um conjunto de caneta e lápis para gás lacrimogêneo."  Além disso, o esconderijo de armas incluía "garrafas de ácido nítrico, facões e baionetas". 
Os 8 membros do NRP foram indiciados em agosto de 1963. O promotor distrital Isidore Dollinger foi citado no The New York Times como tendo dito que considerava "o processo contra esses indivíduos, que estão intimamente ligados ao Partido da Renascença Americana [sic] — um movimento nazista — de extrema importância".  Seis dos oito foram condenados em julho de 1964, com Madole e Burros, chamados de "traficantes de ódio" pelo juiz presidente, pegando dois anos cada.  Pouco depois, Burros e Madole foram libertados enquanto se aguardava recurso.  

## Controvérsias sobre o uso de instalações públicas pelo NRP

### Yorkville, Manhattan
No verão de 1965, o NRP solicitou ao Conselho de Educação da Cidade de Nova York permissão para realizar reuniões do partido na Robert Wagner Junior High School em 220 E. 76th Street  em Yorkville.  O Conselho recusou inicialmente, alegando preocupações de que "a reunião proposta poderia tender a causar dissensão ou provocar desordem".  O futuro procurador-geral dos Estados Unidos e então conselheiro da corporação da cidade de Nova York , J. Lee Rankin, informou ao presidente do conselho, Lloyd K. Garrison, em fevereiro de 1966, que o NRP tinha o direito legal de usar as instalações.  Uma semana depois de receber o parecer de Rankin, o Conselho votou para permitir que o NRP se reunisse na escola, uma decisão que foi protestada pela Liga Anti-Difamação. 
O NRP realizou sua primeira reunião na escola em 18 de março de 1966. James Madole e outros falaram para uma audiência de cerca de 200 pessoas, que saudaram a liderança do NRP com escárnio geral.  O major John Ryan, comandante do escalão de segurança do NRP, fez o público rir ao afirmar que o NRP pretendia "recrutar e treinar jovens homens e mulheres bem-vestidos para o partido".  Ryan encerrou seu discurso pronunciando o slogan "homens brancos, uni-vos, homens brancos, lutem". 

### Condado de Orange, Nova York
Em 1965, o Conselho de Supervisores do Condado de Orange, Nova York, decidiu permitir que os partidos políticos realizassem reuniões em tribunais em Goshen e Newburgh e o NRP solicitou seu uso.  O Conselho recusou, insistindo que o NRP, em vez de ser um partido político, era uma organização “fascista” e “subversiva”.  O NRP processou e, em junho de 1967, o Tribunal de Apelações de Nova York rejeitou a decisão do condado e um tribunal inferior, que a manteve. 

## Fim
Andrej Lisanik, um ex-oficial militar checo que serviu como comandante dos paramilitares do NRP, foi morto por um assaltante em outubro de 1977. Madole morreu de câncer em 1979. Após o funeral de Madole, sua mãe entregou os registros do NRP ao legalista Jean Charlebois. No caminho para casa, após o serviço, o veículo de Charlebois bateu em um pilar de concreto na rodovia. Charlebois foi morto e os registros do NRP foram levados pelo vento. Em 1981, o partido estava extinto.  :85